# Южная Финляндия
Южная Финляндия (фин. Etelä-Suomen lääni) — одна из шести губерний (фин. lääni) Финляндии. Граничила с Западной Финляндией, Восточной Финляндией и Россией. Омывается водами Финского залива. 
Образована в ходе административной реформы 1997 года, включив в свой состав существовавшие на тот момент губернии Уусимаа, Кюми, Пяйят-Хяме и Канта-Хяме, а также город Хейнола, выделенный из состава губернии Миккели.
1 января 2010 года губерния была упразднена.

## Состав
Включает следующие провинции:
- Южная Карелия (фин. Etelä-Karjala, швед. Södra Karelen)
- Пяйят-Хяме (фин. Päijät-Häme, швед. Päijänne Tavastland)
- Канта-Хяме (фин. Kanta-Häme, швед. Egentliga Tavastland)
- Уусимаа (фин. Uusimaa, швед. Nyland)
- Итя-Уусимаа (фин. Itä-Uusimaa, швед. Östra Nyland)
- Кюменлааксо (фин. Kymenlaakso, швед. Kymmenedalen)

Губерния разделена на 88 коммун.